# UFC Fight Night: Gustafsson vs. Smith
UFC Fight Night: Gustafsson vs. Smith（ユーエフシー・ファイトナイト：グスタフソン・バーサス・スミス、別名UFC Fight Night 153、UFC on ESPN+ 11）は、アメリカ合衆国の総合格闘技団体「UFC」の大会の一つ。2019年6月1日、スウェーデン・ストックホルム県ストックホルムのエリクソン・グローブで開催された。

## 大会概要
本大会ではアレクサンダー・グスタフソンとアンソニー・スミスによるライトヘビー級戦が組まれた。

## 試合結果

### プレリミナリーカード
第1試合 ライト級 5分3R
○  ヨエル・アルバレス vs.  ダニーロ・ベルアルド ×
2R 2:22 TKO（パウンド）
第2試合 ライトヘビー級 5分3R
○  デビン・クラーク vs.  ダルコ・ストシッチ ×
3R終了 判定3-0（29-28、29-28、29-28）
第3試合 女子バンタム級 5分3R
○  ベア・マレッキ vs.  エドゥアルダ・サンタナ ×
2R 1:59 リアネイキドチョーク
第4試合 ライト級 5分3R
○  フランク・カマチョ vs.  ニック・ハイン ×
2R 4:56 TKO（パンチ連打）
第5試合 ライト級 5分3R
○  レオナルド・サントス vs.  スティービー・レイ ×
1R 2:17 KO（右ストレート）
第6試合 女子バンタム級 5分3R
○  リナ・ランズバーグ vs.  トーニャ・エヴァンジャー ×
3R終了 判定3-0（30-26、30-27、30-26）
第7試合 ウェルター級 5分3R
○  セルゲイ・カンドスコ vs.  ロステム・アクマン ×
3R終了 判定3-0（29-28、29-28、29-28）

### メインカード
第8試合 フェザー級 5分3R
○  ダニエル・ティーマー vs.  チョ・ソンビン ×
3R終了 判定3-0（30-27、30-27、29-28）
第9試合 ライト級 5分3R
○  クリストス・ジアゴス vs.  ダミア・ハゾビッチ ×
3R終了 判定3-0（29-27、29-27、29-28）
第10試合 フェザー級 5分3R
○  マクワン・アミルカーニ vs.  クリス・フィッシュゴールド ×
2R 4:25 アナコンダチョーク
第11試合 ライトヘビー級 5分3R
○  アレクサンダル・ラキッチ vs.  ジミ・マヌワ ×
1R 0:47 KO（左ハイキック）
第12試合 ライトヘビー級 5分5R
○  アンソニー・スミス vs.  アレクサンダー・グスタフソン ×
4R 2:38 リアネイキドチョーク

### 各賞
ファイト・オブ・ザ・ナイト： 該当なし
パフォーマンス・オブ・ザ・ナイト： アンソニー・スミス、アレクサンダル・ラキッチ、マクワン・アミルカーニ、レオナルド・サントス
各選手にはボーナスとして5万ドルが授与された。

### カード変更
負傷などによるカードの変更は以下の通り。